# Catedral de Nossa Senhora de Cazã
A Catedral de Nossa Senhora de Cazã (em russo:  Собор Казанской иконы Божией Матери, literalmente Catedral da Mãe de Deus de Kazan) é um templo ortodoxo localizado na cidade de São Petersburgo, sendo um dos raros exemplos do estilo Império trabalhados na Rússia imperial. A Catedral tem esse nome pelo fato de a imagem que ela abriga ter sido encontrada na cidade de Cazã, mas ela não está localizada na cidade.
Foi construída na Avenida Névski entre 1801 e 1811, pelo arquiteto Andrei Voronikhin para que servisse de abrigo à imagem da Nossa Senhora de Cazã. Após as Guerras Napoleônicas, tornou-se um memorial militar para celebrar a vitória russa. Em 1932, já após a Revolução socialista que definiu a Rússia como Estado ateu, a Catedral tornou-se um museu das religiões. Desde 2000, a Catedral é a filial do Patriarcado de Moscou na cidade de São Petersburgo.